# Full Contact (computerspel)
Full Contact is een computerspel voor de Commodore Amiga. Het spel werd uitgebracht in 1991.

## Ontvangst
| Beoordeeld door | Platform | Datum         | Score |
| --------------- | -------- | ------------- | ----- |
| Amiga Action    | Amiga    | augustus 1991 | 68%   |